# Biblioteca Pública do Estado da Bahia
Biblioteca Pública do Estado da Bahia (BPEB, Portugees voor Staatsbibliotheek van Bahia) is een openbare bibliotheek in Salvador (stad), Brazilië.
Het is een van de oudste bibliotheken in Brazilië en staat ook bekend om de grootste collectie van Latijns-Amerika. Deze bibliotheek heeft meerdere vestigingen. Het hoofdgebouw werd in 1970 geopend en staat in de volksmond bekend als Centrale Bibliotheek dos Barres.